# Engelhartszell
Engelhartszell este o comună-târg (Marktgemeinde) situată pe Dunăre, în districtul Schärding, regiunea Innviertel, Austria Superioară. 

## Date geografice
Comuna se află la altitudinea de 302 m, se întinde pe suprafața de 19 km² din care 57,4 % sunt păduri iar 28,2 % sunt folosite în scopuri agricole. Comuna are o lungime pe direcția nord-sud 9,2 km, iar pe direcția est-vest 7,4 km. Engelhartszell avea în ianuarie 2010, 1013 loc.
Comne vecine
| Untergriesbach (Niederbayern)   |              | Neustift im Mühlkreis (District Rohrbach)               |
| Vichtenstein                    |              |                                                         |
| Sankt Roman Kopfing im Innkreis | Sankt Aegidi | Hofkirchen im Mühlkreis (District Rohrbach) Waldkirchen |